# Ngô Văn Doanh
Ngô Văn Doanh là một nhà khảo cổ học, nhà nghiên cứu văn hóa Việt Nam, đã có nhiều công trình về văn hóa Việt Nam, đặc biệt là các tác phẩm về văn hóa Chăm Pa, Tây Nguyên.

## Tiểu sử
- Ông sinh năm 1949 tại Hà Nội
- Năm 1974: Ông vào làm việc tại Viện Nghiên cứu Đông Nam Á, Viện Khoa học xã hội Việt Nam
- Năm 1984: Tiến sĩ về Lịch sử nghệ thuật tại Liên bang Nga
- Từ năm 1994 đến 2011 ông là Tổng biên tập tạp chí Nghiên cứu Đông Nam Á
- Từ năm 1999 - 2006: ông kiêm Phó Viện trưởng Viện Nghiên cứu Đông Nam Á
- Từ năm 2004 đến 2014, ông là ủy viên Hội đồng di sản văn hóa quốc gia
- Từ 2014 về nghỉ hưu

## Các lĩnh vực nghiên cứu chủ yếu
- Lịch sử cổ trung đại Đông Nam Á
- Lịch sử kiến trúc cổ Đông Nam Á
- Lịch sử, văn hoá Chăm Pa - Tây Nguyên[1]

Các lĩnh vực nghiên cứu chủ yếu của ông rộng, các tác phẩm và các bài viết qua các nghiên cứu về chữ viết, ngôn ngữ, văn hóa, kiến trúc cổ,... nhưng nơi ông để lại nhiều dấu ấn và tác phẩm nhất là nghiên cứu về Lịch sử và văn hoá Chăm Pa - Tây Nguyên, ông được nhận xét là người hàng chục năm nghiên cứu đắm đuối về văn hóa Chăm.

## Các tác phẩm chính đã xuất bản
- Nhà Mồ và tượng Mồ GIARAI, BƠHNAR, Viện Nghiên cứu Đông Nam Á - Sở Văn hóa Thông tin và thể thao tỉnh Gia Lai, 1993
- Văn hóa Chămpa, Nhà xuất bản Văn hóa thông tin, Hà Nội, 1994
- Tháp cổ Chăm Pa, huyền thoại và sự thật. Nhà xuất bản Văn hóa - Thông tin, Hà Nội. 1994 (tái bản 1998)
- Lễ bỏ mả bắc Tây Nguyên, Nhà xuất bản Văn hóa Dân tộc, Hà Nội, 1995
- Inđônêxia - Những chặng đường lịch sử, Nhà xuất bản Chính trị quốc gia, Hà Nội, 1995
- Phong tục các dân tộc Đông Nam Á, (Ngô Văn Doanh - Vũ Quang Thiện), Nhà xuất bản Văn hóa dân tộc, Hà Nội, 1997
- Danh thắng và kiến trúc Đông Nan Á, Nhà xuất bản Văn hóa - Thông tin, Hà Nội, 1998
- Lễ hội Rija Nưgar của người Chăm, Nhà xuất bản Văn hoá Dân tộc, Hà Nội 1998 (tái bản, 2011)
- Nghệ thuật Đông Nam Á, (Ngô Văn Doanh - Cao Xuân Phổ - Trần Thị Lý), Nhà xuất bản Lao động, Hà Nội, 2000
- Giữ gìn những kiệt tác kiến trúc trong nghệ thuật Chăm, (Lưu Trần Tiêu - Ngô Văn Doanh - Nguyễn Quốc Hùng), Nhà xuất bản Văn hóa dân tộc, Hà Nội, 2000 (Tái bản năm 2018)
- Từ điển Văn hóa Đông Nam Á phổ thông, Nhà xuất bản Văn hóa Thông tin, Hà Nội, 2001
- Văn hóa cổ Chăm Pa, Nhà xuất bản Văn hóa Dân tộc 2002 (tái bản, 2011)
- CHAMPA Ancient Towers: Reality & Legend, Thế giới Publishers,(first edition 2002, second edition 2006, third edition 2012)
- Bơ Thi- Cái chết được hồi sinh, Nhà xuất bản Thế giới, Hà Nội 2002 (In lần thứ 3 năm 2018)
- Thánh địa Mỹ Sơn. Nhà xuất bản Trẻ, TP.HCM, 2003 (in lần lần thứ 11 năm 2019)
- Mỹ Sơn Relics, Thế giới Publishers, Hanoi, 2005 (Third impression 2019)
- Du khảo văn hóa Chăm - Peregrinations into Chăm culture - Pérégrinations culturelles au Chămpa, (Nguyễn Văn Kự - Ngô Văn Doanh - Andrew Hardy), Thế giới Publishers, Hà Nội, 2005
- Lễ hội chuyển mùa của người Chăm, Nhà xuất bản Trẻ 2006
- Văn hóa các tộc người nhóm ngôn ngữ Tạng-Miến, (đồng tác giả với Hoàng Tuấn Cư và Ma Thị Thu Hà), Nhà xuất bản.Văn hóa dân tộc, Hà Nội, 2008
- Tháp bà Thiên Y Na Na, hành trình một nữ thần. Nhà xuất bản Trẻ 2009, Nhà xuất bản KHXH, Hà Nội, 2015
- Thành cổ Chămpa - Những dấu ấn của thời gian, Nhà xuất bản Thế giới, Hà Nội, 2011.
- "Hồi giáo với đời sống chính trị Đông Nam Á", Nhà xuất bản Thế giới, Hà Nội,2013
- "Nghệ thuật Chămpa - câu chuyện của những pho tượng cổ", Nhà xuất bản Thế giới, Hà Nội,2014
- Phật viện Đồng Dương. Một phong cách của nghệ thuật Chămpa, Nhà xuất bản Văn hóa - Văn nghệ, TP.Hồ Chí Minh, 2015
- Tháp cổ Champa, Nhà xuất bản Văn hóa - Văn nghệ, TP.Hồ Chí Minh, 2018 (tái bản lần thứ nhất. 2019)
- Tượng cổ Champa. Nhà xuất bản Văn hóa - Văn nghệ, TP. Hồ Chí Minh, 2019
- The ancient culture of Champa, Thế Giới Publisher 2023
- The Đồng Dương Buddhist monastery, The original style of Champa art, Thế Giới Publisher 2023
- Nghệ thuật Champa. Tượng các thần Hindu giáo, Nhà xuất bản Đà Nẵng, 2023
- Nghệ thuật Champa. Tượng linh thú và linh vật. Nhà xuất bản Văn hóa dân tộc, Hà Nội, 2023

Các công trình dịch và biên soạn chính:
- O.O.Rozenberg, Phật giáo - những vấn đề triết học, (Ngô Văn Doanh & Nguyễn Hùng Hậu dịch), Trung tâm tư liệu Phật học xuất bản, Hà Nội, 1990 (Nhà xuất bản.Văn hóa Thông tin tái bản năm 2007
- Truyện dân gian Ấn Độ về Biran, (dịch), Nhà xuất bản.Văn hóa, Hà Nội,1990
- Truyện cổ đảo Phục Sinh (Chilê), (dịch), Nhà xuất bản.Văn hóa, Hà Nội, 1990
- Truyện dân gian thổ dân Úc, tập 1 & 2, (dịch), Nhà xuất bản.Văn hóa dân tộc, Hà Nội,1993
- Truyện cổ Mông Cổ, (dịch), Nhà xuất bản.Văn hóa Thông tin, Hà Nội,1996
- Truyện cổ dân gian các dân tộc Ấn Độ, 5 tập, (dịch), Nhà xuất bản,Văn hóa dân tộc, Hà Nội, 1987, 1988, 1989, 1990, 1992
- Truyện cổ năm châu, 5 tập, (dịch và biên soạn), Nhà xuất bản.Văn hóa Thông tin, Hà Nội,1994 (tái bản năm 2001 và 2011)
- Tuyển tập truyện trạng thế giới, (dịch và biên soạn), Nhà xuất bản.Văn hóa Thông tin, Hà Nội,1998 (tái bản năm 2004)
- Truyện cổ các nước Đông Nam Á, (tuyển chọn, dịch và biên soạn), 7 tập, Nhà xuất bản.Văn hóa Thông tin, Hà Nội, 1996 (tái bản năm 2014)